# Per Bach Nissen
Per Bach Nissen er en dansk operasanger, bassanger som er opvokset i Vejle, Tønder og Aasiaat.

## Uddannelse
Per Bach Nissen er uddannet hos Susanna Eken i København og Robert Lloyd i London, og har studeret på Det Kongelige Danske Musikkonservatorium, Royal Welsh College of Music i Cardiff, ved Trinity College of Music i London og Opera Studio "La Monnait" i Bruxelles. Hans debut i rollen som Zuniga i Carmen var på Linbury The Royal Opera House, Covent Garden i London.

## Karriere
- 2025/26 Buxton Opera Festival: L'Ombre Du Feu Roi, Hamlet. Det Kongelige Teater, Hans Foltz,Meistersinger. Dr. Bartolo, Barbiere di Sevilla,Theater Nordhausen

- 2023/24 Volksoper Wien: King René Iolanta. Det Kongelige Teater: Die Meistersinger von Nürnberg, Drot og Marsk.
- 2020/22 Debut på Opera National du Rhin som Wirt i Schreckers Der Schatzgräber og på Salzburger Landestheater som Kong René Tjajkovskijs Iolanthe og Kaiser i uropførelsen af Alma Deutschers opera Des Kaisers neue Walzer; samt Sacristanen i Tosca og The Doll behind the curtain på Det Kongelige Teater.
- 2019/20 Fasolt i Rheingold i Müpa, Budapest. Dr. Bartolo i Barberen i Sevilla på Det Kongelige Teater.
- 2017/18 Kardinalen i Beatrice Cenci ved Bregenzer Festspiele Østrig. Zuniga i Carmen på Jyske Opera og Det Kongelige Teater. Osmin i SR Saarland Klassik am See, Tyskland. Jeronimus og Antonio på Det Kongelige Teater og Boris Gudunov på Undergrunden.
- 2015/16 Debuterede Per på Frankfurt Opera i Wagners Ring som Fafner i Rheingold og Siegfried, på Komische Oper, Berlin som Gremin i Eugene Onegin, på English National Opera i London som Politichef i Lady Macbeth fra Mzensk og synger koncerter med Sønderjyllands Symfoniorkester.
- Fra september 2012 til 2015 var har han været solist i ensemblet på Staatsoperaen i Hannover,[2] hvor han bl.a. har sunget og fremført disse roller:

- Boris i Sjostakovitjs Lady Macbeth of Mzensk
- Pogner, Die Meistersinger von Nürnberg
- Sarastro i Tryllefløjten
- Storinkvisitoren i Don Carlos af Verdi,
- Gremin i Tjajkovskijs Eugen Onegin
- Kommandanten i Don Giovanni
- Cherea i Caligula, Detlev Glanert

Han debuterede på Det Kongelige Teater og på Malmö Opera i sæsonen 2014/15.
I København sang han Hagen og Fafner i Wagners "Ringen2013" (Nibelungens Ring). De første års erfaring fik han i ensemblerne på Theater Augsburg og på Mecklenburgisches Staatstheater i Schwerin.

### Gæsteoptrædener
Per Bach Nissen har optrådt som gæstespiller i Opera Philadelphia og i Operaen i Treviso som Osmin i Mozarts opera Bortførelsen fra Seraillet. Han har optrådt med Stuttgarter Philharmoniker, og har optrådt i Theater Lübeck og i Schleswig-Holsteinisches Landestheater. I 2015 medvirkede han i Det Kongelige Teaters Maskarade ved Copenhagen Opera Festival.
Derudover har han sunget disse roller:
- Rocco i Beethovens Fidelio i Michigan Opera i Detroit og Theater Augsburg.
- Bartolo i Figaros Bryllup, i Opera Zuid i Maastricht og Concertgebouw i Amsterdam.
- Osmin i Entführung på Opera Philadelphia og Teatro di Treviso
- Raimondo i Lucia di Lammermoor og Basilio i Barberen i Sevilla på Theater Augsburg.

## Eksterne links
- Officielt website
- Per Bach Nissen hos Staatstheater Hannover Arkiveret 7. maj 2016 hos  Wayback Machine